# 삶은 달걀

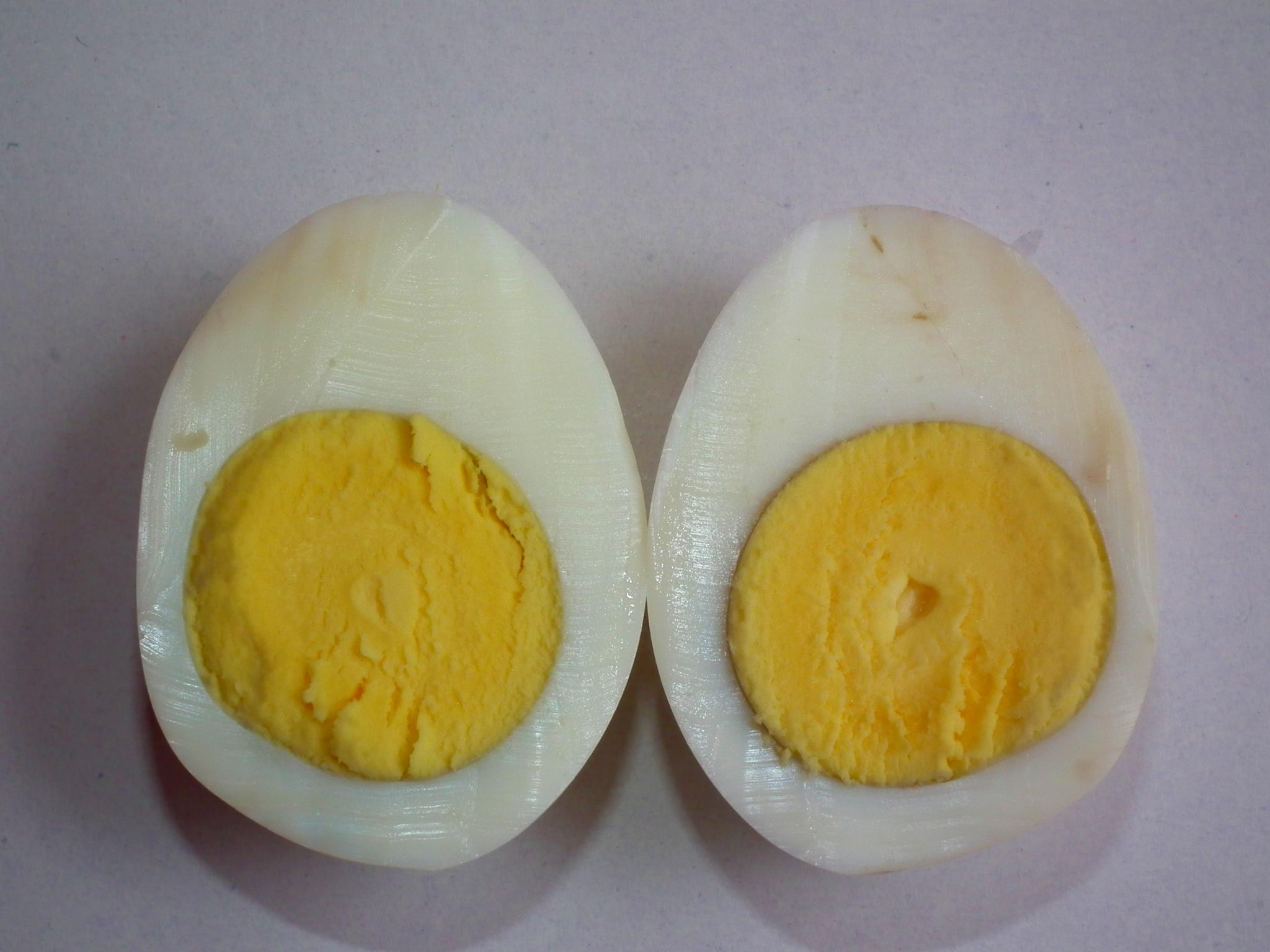
반으로 가른 삶은 달걀.

삶은 달걀은 달걀을 삶은 요리이다. 삶은 계란이라고도 한다. 일반적으로는 닭의 알인 달걀을 삶은 것을 가리키지만 오리, 메추라기 등의 알도 같은 방법으로 조리하기 때문에 모두 같은 종류의 요리로 취급하기도 한다.

## 역사
현생 인류 이전의 고인류들도 불을 다룰 줄 알았기 때문에 굽거나 끓이는 요리를 했다는 증거가 있다. 네안데르탈인들의 거주지에서 요리를 한 흔적이 남은 화덕 유물이 발견되었다. 이들은 비둘기와 같은 각종 조류 역시 사냥하였기 때문에 알도 먹었겠지만, 알을 삶아 먹었다는 직접적인 증거는 아직 나오지 않고 있다.
고대에는 각종 조류의 알들을 삶아 먹었다. 고대 이집트, 고대 그리스, 고대 중국과 같은 여러 문화에서 모두 알을 삶은 고고학 유물이 발견된 바 있다. 이들은 오리, 타조, 닭 등의 알을 삶았다. 알을 삶는 요리의 대중화는 무엇보다 닭의 가축화와 깊은 연관을 갖는다. 닭은 인도차이나반도를 중심으로 한 야생의 적색야계를 길들인 것으로 최소 세 번 이상 여러 차례 독자적인 가축화 과정을 거쳤고, 이후 전 세계로 전파되었다. 닭은 소형 동물로 함께 이동하기 쉽기 때문에 육지뿐만 아니라 폴리네시아의 여러 섬들 사이로도 전파되었다. 닭의 전파와 함께 삶은 달걀 역시 전 세계에서 즐겨 먹는 음식이 되었다.
한국의 경우 이미 신라 시대에 만들어진 경주의 고분에서 토끼 고기와 함께 달걀이 발견되어 삼국시대이전부터 달걀을 먹었다는 것을 알 수 있다. 달걀의 상세한 조리법은 조선시대부터 기록되어 《규곤시의방》과 같은 요리책이 있다.

## 조리법

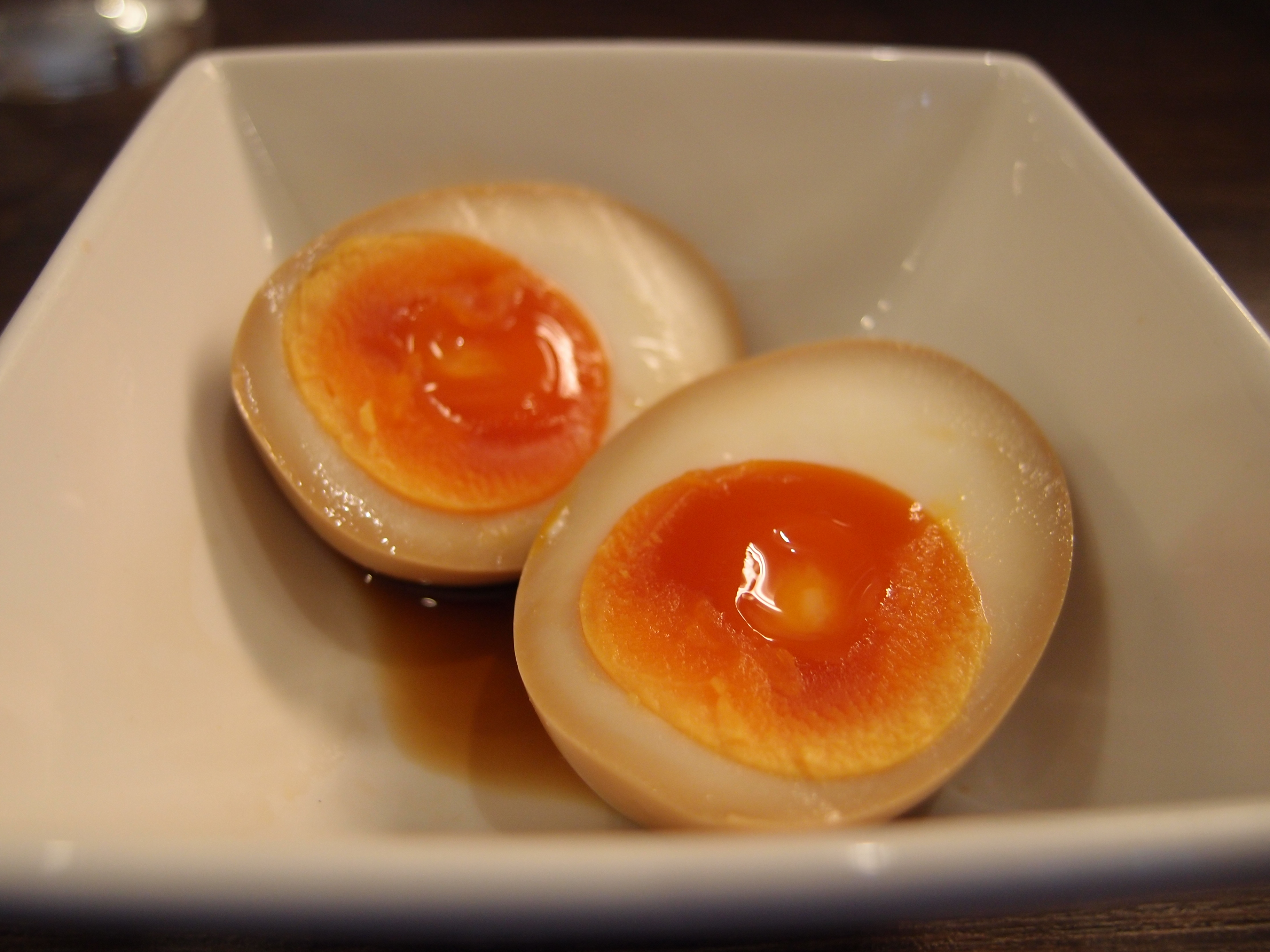
달걀을 반숙으로 삶아 간장에 조리는 일본 요리 아지타마고

### 반숙과 완숙
계란은 삶는 정도에 따라 반숙과 완숙으로 나눌 수 있다. 일반적으로 달걀의 흰자는 85 °C, 노른자는 65 °C에서 응고되며 계란의 노른자가 다 익은 것이 완숙, 젤라틴과 같이 말랑말랑한 형태를 유지하는 것이 반숙이다. 완숙의 경우는 충분히 높은 열로 일정시간 이상 가열하면 쉽게 익힐 수 있지만, 반숙의 경우는 끓이는 동안 상태를 확인할 수 없기 때문에 다양한 방법이 동원된다. 흔히 온천 계란이라고 부르는 반숙은 상온에서 보관하였던 계란을 끓는 물에 두고 식히는 방법을 쓴다. 이탈리아의 연구팀은 100 °C의 물과 30 °C의 물에 각각 약 2분간 담가 두기를 반복하는 주기적 가열법을 사용하면 흰자는 완전히 익고 노른자는 젤라토 형태로 굳는 반숙을 만들 수 있다고 보고하였다. 이 방법으로 요리하는 데 걸리는 시간은 32분 정도이다. 완숙의 경우 그냥 끓는 물에 약 15분 정도 삶으면 쉽게 만들 수 있다.

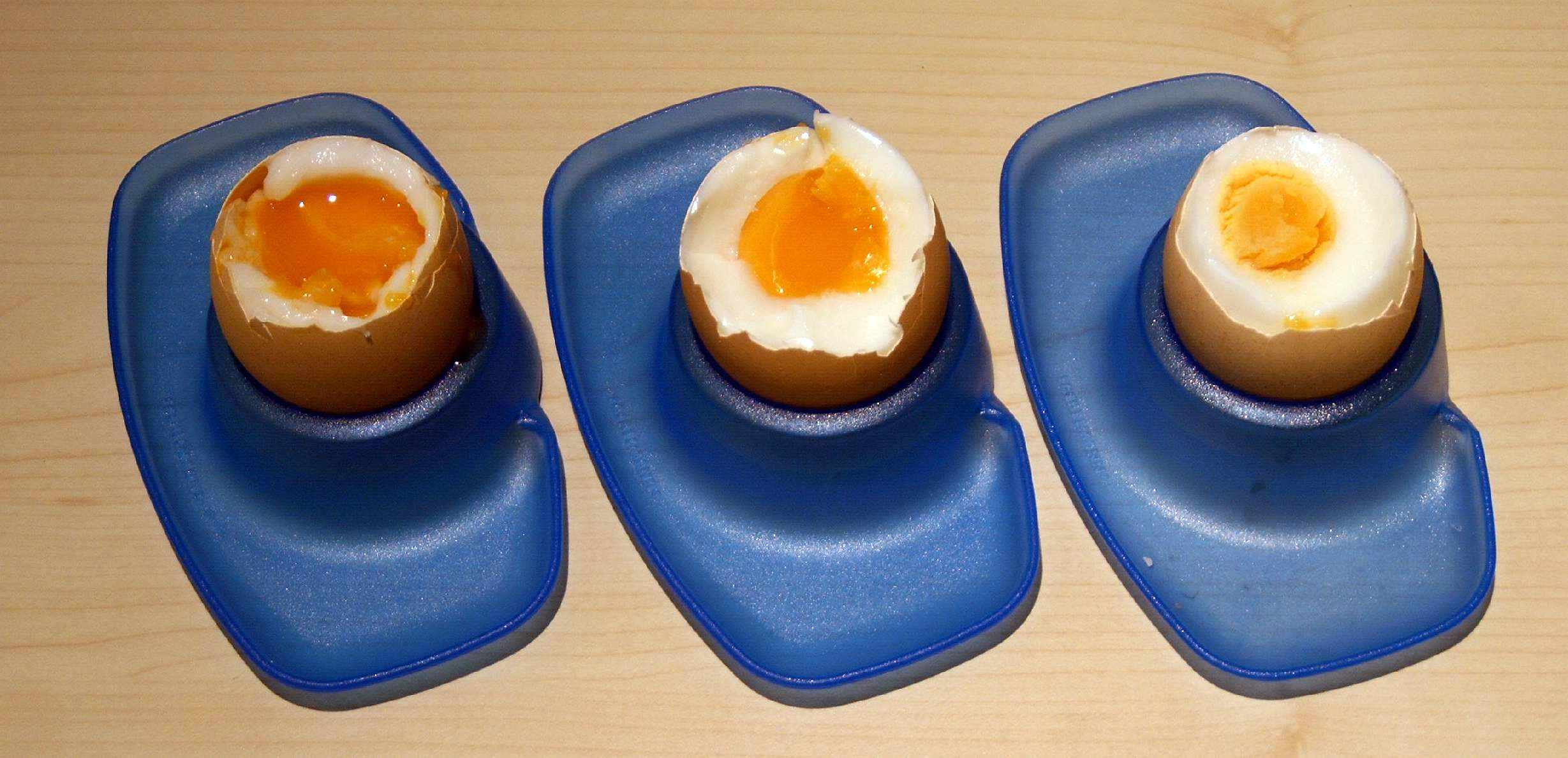
조리 시간에 따른 달걀의 익은 정도. 왼쪽부터 4분, 7분, 9분

### 변형된 조리법
- 찐 달걀: 달걀은 찜기를 이용하여 쪄낼 수도 있다. 이 경우도 삶는 것과 같이 15분 정도면 완숙이 된다.[9]

- 구운 달걀: 시중에서 팔리는 조리된 달걀에는 삶은 것보다는 구운 것이 많다. 대량으로 조리하여 유통하기 편리하기 때문이다. 굽는 과정에서 소금, 마늘, 된장 등의 향미를 추가할 수도 있다.[10]

## 영양정보
대란 1개를 기준으로 한 삶은 달걀의 영양 정보는 아래와 같다.
| 열량       | 324 kJ (78 kcal)                                            |
| 탄수화물   | 0.56 g (설탕당)                                             |
| 단백질     | 6.29g                                                       |
| 지방       | 5.3g 포화지방 1.634g 다불포화지방 0.707g 불포화 지방 2.038g |
| 콜레스테롤 | 212mg                                                       |
| 나트륨     | 62mg                                                        |
| 칼륨       | 63mg                                                        |

계란은 하나에 약 60 g 정도 밖에 하지 않지만 다양한 단백질이 풍부한 식품이다. 다만 삶은 달걀은 상온에서 쉽게 부패하므로 냉장보관하여야 하고, 냉장고에 넣은 것이라도 이틀 안에는 소비해야 한다. 계란은 부패하면 미생물에 의해 촉진되는 황과 산소의 결합으로 특유의 고약한 냄새가 난다.

## 같이 보기
- 에그 슬라이서
- 감동란
- 수란